# In Verrem

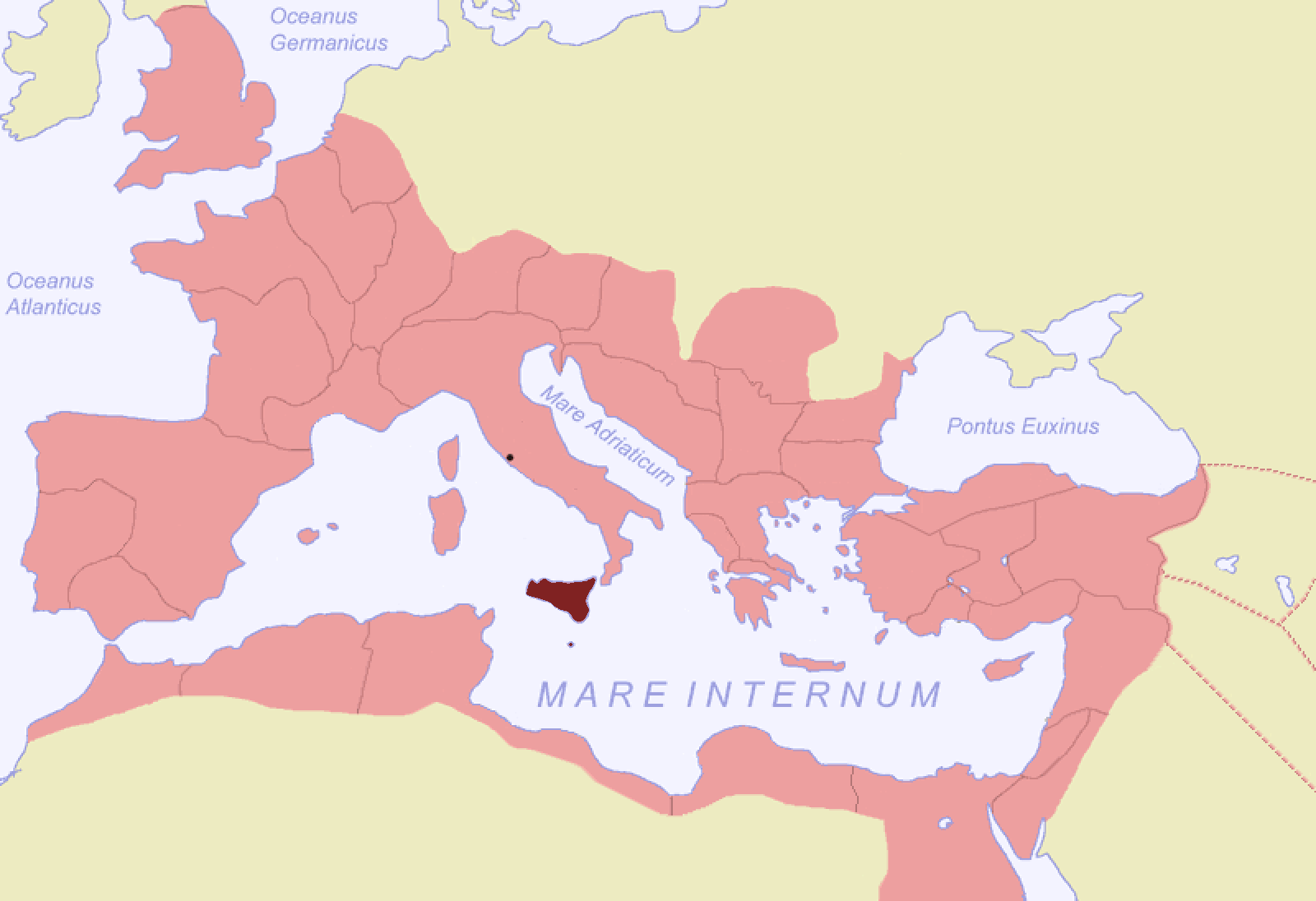
Província romana de Sicília

In Verrem ('Discursos contra Verres', dits també Verrines) són una sèrie de discursos de Ciceró pronunciats l'any 70 aC contra Verres, exgovernador de Sicília, per abusos comesos durant la seva gestió a la província, amb motiu del procés que es va iniciar contra ell.

## Context històric-polític
Les tensions entre l'oligarquia aristocràtica i la plebs s'havien tornat més greus després de les fallides reformes empreses pels germans Grac en l'últim terç del s. II aC. Paral·lelament, la importància dels cabdills militars en un exèrcit, que després de les reformes de Mari, estava compost per voluntaris procedents de les classes socials més baixes, va suposar un nou factor d'inestabilitat política.
Conseqüència de tot això va ser la guerra civil entre els partidaris de Mari i Sul·la (89-82). Sul·la anomenat dictator amb poders extraordinaris, va emprendre una sèrie de reformes per a restablir el sistema polític republicà i enfortir el poder del senat. En canvi, va restringir les competències dels comicis i dels tribuns de la plebs. Quan va creure que la seva obra ja estava complerta i restablerta l'antiga auctoritas patrum, Sul·la va abdicar de la seva dictadura (79 aC), donant pas a les institucions ordinàries.
Després de la mort de Sul·la (78 aC), a Roma va tenir un paper determinant Pompeu, un cavaller itàlic que havia posat fi a la insurrecció de Q. Sertori. Pompeu va conquerir Síria (64-63 aC) i va lluitar contra Mitridates, a qui va vèncer definitivament (62 aC). De retorn a Roma, hauria pogut ensenyorir-se del poder absolut instituint una mena de monarquia militar, però va preferir aliar-se amb Cras i Cèsar, i continuar dins la legalitat constitucional. Pompeu hi va aportar el prestigi militar i el vistiplau dels optimats, Cras els diners i Cèsar el favor dels populars.
Una solució per als conflictes civils, que no paraven de produir-se dins la societat romana, va ser el compromís al qual van arribar Pompeu, Cras i Juli Cèsar per tal de formar un govern tripartit fort. Aquest triumvirat (60 aC), de caràcter no oficial, tenia la finalitat, per damunt de tot, de repartir-se les províncies. A Cras li va tocar Orient; a Cèsar, la Gàl·lia; i a Pompeu, Itàlia, Hispània i Àfrica.
En aquest context històric en el que s'emmarca la relació de Verres i Ciceró, dos personatges que no es coneixien prèviament. Les seves vides quedaran marcades des del moment en què es van enfrontar als tribunals: mentre Verres haurà de sortir exiliat de Roma, Ciceró es veurà catapultat per la fama cap als més alts càrrecs polítics.
Només en acabar el mandat de Verres, gran part dels sicilians van acudir a Ciceró, que havia estat allà qüestor feia cinc anys, perquè acusés en el seu nom a l'ex governador d'un delicte que s'assembla a la figura moderna de la concussió, però que a la Roma de l'època tenia uns límits més amplis. Verres, per la seva part, va ser defensat per Quint Hortensi.
Ciceró, després d'una exhaustiva recopilació de proves, arguments i testimonis inqüestionables contra Verres, escriu sis discursos, dels quals només va pronunciar el primer: In C. Verrem actio prima. Aquest va ser tan aclaparador que Verres es va exiliar voluntàriament a Massília (Marsella).

## Contingut
Ciceró sap del cert que no és una empresa fàcil acusar davant el pretor encarregat dels judicis de Repetundis a un ex-governador aristòcrata i aconseguir la seva condemna; però, conscient, també, del prestigi que aquest procés podia aportar a la seva carrera política, assumeix la defensa i presenta la denúncia al començament de l'any 70 aC, en el primer consolat de Pompeu i Cras.
No són pocs els obstacles als quals s'ha d'enfrontar l'orador: el tribunal estava compost de senadors reticents, en principi, a permetre la condemna d'un aristòcrata perquè suposava reconèixer l'actuació il·legal d'un dels seus membres, però, sobretot, perquè posava en evidència una pràctica habitual dels governadors provincials: aquests, després d'una costosa carrera política i per mantenir el seu estatus social i econòmic, no dubtaven a omplir les seves arques personals explotant les províncies.
Verres, per la seva banda, a més de comptar amb el suport d'algunes de les famílies més influents de Roma, estava disposat a gastar els diners que fossin necessari en la compra de testimonis, d'advocats i, si cal, dels propis jutges.
Al costat d'aquests obstacles, Verres i els seus partidaris van idear tot tipus d'excuses al seu abast per evitar un judici just, unes excuses legals que l'orador sabrà vèncer amb la seva tenacitat i constància. En efecte, per impedir que Ciceró portés el judici, van proposar com a segon acusador a Q. Cecili, antic col·laborador de Verres; però, després d'una sessió prèvia davant del tribunal, aquest va triar com a únic acusador a Ciceró; a continuació, l'orador va sol·licitar un recés per al començament del judici a fi de recaptar les dades i testimonis pertinents en el lloc dels fets. Ciceró es dirigeix a Sicília, on tot són problemes per part del governador, L. Metel, protector de l'acusat. Així, tot i que com indagatori anava investit de certs poders atorgats pel president del tribunal, es va entorpir la recerca de testimonis, es va impedir que es traslladessin a testificar, fins i tot se'ls va coaccionar perquè fossin laudatores de Verres. Però tots aquests artificis no van poder amb la voluntat dels sicilians per obtenir-ne el rescabalament ni amb la tenacitat de Ciceró.
Complerta la missió a Sicília, Ciceró va aprofitar la popularitat del procés per presentar la seva candidatura a l'edilitat tot i que, al mateix temps i per al càrrec consular, es presentaven Q. Hortensi i Q. Metel - advocat i protector de Verres- i per pretor un altre germà de Metel. Verres no va dubtar a gastar part de la seva fortuna per aconseguir, com així va ocórrer en les eleccions celebrades al juliol, que els magistrats superiors fossin els seus partidaris. A més, si s'aconseguia diferir una mica el procés, cosa relativament fàcil pel sistema tradicional que es seguia i per la quantitat de festes que s'acostaven, en prendre possessió els nous càrrecs l'1 de gener Verres es trobaria amb un nou jurat, presidit a més per M. Metel. Paral·lelament, per completar el seu pla, l'exgovernador va repartir gran quantitat de diners entre les tribus que havien d'exercir el dret de vot amb el propòsit d'evitar que Ciceró fos elegit regidor.
No obstant això, les previsions de Verres no es van complir: tot i la compra de vots, Ciceró va ser triat per unanimitat edil i en observar que, en efecte, s'acostava una gran quantitat de dies inhàbils, va modificar el plantejament del judici, guanyant amb això els dies suficients per acabar el procés abans de finalitzar l'any i que prenguessin possessió els nous magistrats partidaris de Verres.
Les diverses maniobres de Verres i els seus partidaris van resultar fallides: a primers d'agost de l'any 70 aC, comença a Roma, enmig d'una gran expectació, la vista oral contra Verres, davant un tribunal de Repetundis, acusat pels sicilians.
A la primera sessió Ciceró pronuncia un discurs en el qual posa l'accent en els dos aspectes que més li preocupen: la parcialitat dels jutges i les maniobres de l'acusat per diferir el judici. Respecte al primer, fa veure, de vegades amb serioses amenaces, com una sentència absolutòria per a l'acusat podria perjudicar molt seriosament els interessos senatorials; per evitar el segon, l'orador renúncia a pronunciar l'oratio perpètua -impedint, al seu torn, que l'altra part pugui contestar- i comença directament amb les proves documentals i els testimonis.
A aquest propòsit va dedicar Ciceró diversos dies: en ser tals i tan aclaparadores les proves presentades per l'acusació, que el gran Hortensi va optar per guardar silenci i Verres, potser per no suportar tanta vergonya, va pretextar una malaltia per no assistir a les sessions.
No hi va haver necessitat de donar el pas següent, la segona acció on s'anava a exposar la causa amb tot de detalls: Verres, veient-se ja condemnat, va marxar per pròpia iniciativa al desterrament. El jurat es va reunir per confirmar la sentència i exigir com a indemnització un pagament de tres milions de sestercis als sicilians.

## Estructura
Tota l'obra es compon de tres parts, una part preliminar i dos llibres, el primer dels quals conté la primera acusació, mentre que el segon recull les cinc restants acusacions mai realitzades.
1. Divinatio in Q. Caecilium sessió prèvia o preliminar: Ciceró pronuncia un discurs amb la finalitat de què no s'admeti com a acusador de Verres Quint Cecili Níger.
2. In G. Verrem actio prima: El discurs de la Primera Sessió gira al voltant de dos punts fonamentals: el perill en què es troben aquells jutges que pertanyen a la classe senatorial i les maniobres de Verres i Hortensi per retardar el judici i aconseguir, així, un tribunal més favorable per a ells.
3. In G. Verrem actio secunda:
  - Liber Primus - De praetura urbana: L'orador, abans d'abordar l'estada de Verres a Sicília, desitja recordar les actuacions públiques anteriors de l'acusat, des de la seva qüestura i legació a Àsia fins a la seva pretura a Roma, per demostrar que el menyspreu a les lleis, la cobdícia i la immoralitat van ser una constant de la seva carrera política.
  - Liber Secundus - De praetura Siciliense: Ciceró inicia la descripció detallada de les irregularitats de l'actuació pública de Verres a Sicília: emparat en el seu càrrec d'administrador suprem de la justícia, sol o en connivència amb altres, a més de mostrar el seu menyspreu per les lleis i costums locals, no va dubtar a apropiar-se d'herències alienes, subornar tribunals o vendre els càrrecs públics.
  - Liber Tertius - De frumento. El blat: Es centra en la recaptació de l'impost del blat que l'illa havia de satisfer a Roma: Verres, fent cas omís de les instruccions del senat i de les pròpies lleis sicilianes, exigeix, arrenda o ven l'adjudicació de la recaptació dels diferents impostos, sempre que això suposi un ingrés per les seves arques personals i sense tenir en compte l'empobriment dels camperols i de l'illa sencera.
  - Liber Quartus - De signis. Les obres d'art: Explica en els més mínims detalls l'espoliació sistemàtica a la qual es va veure sotmesa l'illa per Verres: amb desmesurada avarícia es va emportar tots els objectes de valor que hi havia en ella, sense importar-li si eren de particulars o patrimoni de les ciutats, si estaven en edificis públics o si eren ofrenes als déus.
  - Liber Quintus - De suppliciis. Els suplicis: Ciceró mostra primerament que ni tan sols es pot argüir en defensa de l'acusat el que es comportés durant el seu mandat com un excel·lent militar: en comptes de la disciplina castrense, Verres va preferir una vida tova i dissipada. No obstant això, l'orador no va voler finalitzar aquesta actio sense fer esment al que considerava com el crim més monstruós de tots: l'empresonament, la tortura i l'assassinat al que va sotmetre a ciutadans romans de ple dret, fent cas omís del seu crit punyent: civis romanus sum! Sóc un ciutadà romà.

## Transmissió textual
Madvig va ser el primer a advertir que els manuscrits de les Verrines es podien agrupar en dues famílies, que ell va anomenar Gallica i Italica.
A la família Gallica que ara es diu α o x, pertanyen els següents còdexs: el Parisinus 7774 (R), del segle ix, que, si va contenir totes les Verrines o, almenys tota la segona sessió, en l'actualitat conserva només els dos últims discursos, i no complets. Alguns extractes es relacionen amb l'Harleianus 2682, que pertanyen als discursos tercer i quart de la Segona Sessió.
Família Italica, β o y: pertanyen el Parisinus 7776 (P), del segle xi, el Laurentianus XLVIII, col·leccionat per Lagomarisini, del segle xv (Q), i el Harleianus 2687 (H), del segle xv. Tots ells presenten les Verrines completes.
És molt important també el Cluniacensis 498 (C), del segle ix, rescatat per Peterson i que està pròxim a α, a la qual completa en els discursos segon i tercer de la Segona Sessió. El seu paper ha estat decisiu perquè, a part de les lliçons que ell mateix aporta, el van utilitzar i el van comentar filòlegs des del segle xvi i es conserva una còpia seva, el Lagomarsinianus núm. 42 (o), efectuada quan el Cluniacensis podria estar sense mutilar, al segle xv.
Molt diversament ha estat valorat el Vaticanus 5757, molt antic, però transformat.

## Llegat
El cas de Verres apareix a Imperium, una novel·la publicada l'any 2006 per l'escriptor anglès Robert Harris. És una biografia fictícia de Ciceró, narrada en tercera persona a través del seu secretari Tir, començant amb la persecució de Verres i finalitza quan Ciceró aconsegueix el consolat. Aquest llibre és el primer d'una trilogia.
El llibre relata com Ciceró després de viatjar per Grècia per millorar la seva retòrica i d'haver exercit de magistrat a Sicília es desplaça a Roma i ha de portar el cas de l'acusació contra Verres. Derrotant Hortensi, l'advocat de Verres, aconsegueix catapultar-lo a la fama entre el poble però acaba creant-se enemics entre els patricis.